# Lam Quang My
Œuvres principales
- Echo (2004)
- Đoi (2004)

Lam Quang My (né en 1944 et mort le 25 juillet 2023) est un docteur universitaire et poète polono-vietnamien.

## Biographie
Lam Quang My est un poète et physicien, né au Vietnam,.
Il a étudié l'électronique à l'École polytechnique de Gdansk, avant de rentrer dans son pays natal où il s'est intégré au Centre de recherche scientifique et technologique de Hanoï. Il est revenu en Pologne en 1989 où il a obtenu un doctorat en physique et travaillé ensuite à l'Institut de physique de l'Académie des sciences de Pologne. Membre de l'Association des écrivains vietnamiens et de l'Association des écrivains polonais, il est également citoyen d'honneur de Krasne, région de Zygmunt Krasinski en Pologne.
Sa poésie est composée en langues polonais et vietnamien. Il traduit également de la littérature polonaise en vietnamien, des œuvres de C.K. Norwid, Z. Krasiński, Jean-Paul II, Cz. Miłosz, W. Szymborska, T. Różewicz et de nombreux autres poètes contemporains polonais. Il participe activement à la vie littéraire polonaise en prenant part à des manifestations tel que l'Automne poétique de Varsovie et Krynica, les Journées mondiales de la poésie de l'UNESCO, l'International de la poésie à Poznań et l'Automne littéraire internationale à Pogórze ainsi que des événements internationaux parmi lesquels And the City spoke au Royaume-Uni et en Italie, le Festival international de la poésie à Vilnius (Lituanie) et le festival international Les poètes sans frontières à Polanica, etc.
Ses œuvres ont été publiés dans divers revues littéraires polonaises : Poetry Today, Literary Poland, Topic (Temat), Enigma, Gold Thoughts, Warsaw Tales (New Europe Writers), From Over Viliya ainsi que dans d'autres magazines, journaux, sites web et anthologies de la poésie polonaises et étrangères. Il est auteur de deux recueils de poésie : Tieng Vong (Echo) publié en vietnamien et en polonais, et Doi (Dans l'attente) publié aux éditions Cultures et Informations à Hanoï. Une collection de ses poèmes est traduite en tchèque et publiée sous le titre Wandering Song (2008). Il a également traduit en polonais, avec Pawel Kubiak, l'Anthologie de la poésie vietnamienne du 11ème au 19ème siècle (2017).

## Œuvres publiées
- Tieng vong (Écho, poèmes, bilingue vietnamien polonais, Oficyjna Publishing House, Varsovie, Pologne 2004).
- Doi (Dans l'attente, poèmes, en vietnamien, Culture and Information Publishing House, Hanoi 2004).
- Zatoulana piseń. Chant d'un itinérant (poèmes, en tchèque, traduit par Vera Kopecka, Bromov publishing House, 2008).
- Chieu roi tren song (Crépuscule sur les vagues, poèmes, bilingue vietnamien anglais, traduit par Thieu Khanh, Andrew and Anita Fincham, Writers Association Publishing House, Hanoi 2010).
- Anthologie de la poésie vietnamienne du XIe au XIXe siècle (en polonais, recueil traduit par Lam Quang My et Pavel Kubiak, IBIS Publishing House, Pologne 2010)
- Przemija życie... (La vie continue..., poèmes, bilingue polonais anglais, Temat Publiching House, Pologne 2013)
- Anthologie de la poésie vietnamienne de 1932 à 1941 (en polonais, recueil et traduit par Lam Quang My et Pavel Kubiak, Temat Publishing House, Pologne 2015).
- Thang Ngày (Et la vie s'en va, poèmes, bilingue vietnamien français, traduit par Athanase Vantchev de Thracy, Institut Cultural Solenzara Publishing House, Paris 2016)
- Quatrième dimension (poèmes, en anglais, traduit par Anita Fincham, Andrew Fincham et Thieu Khanh, XLIBRIS AMERICAN Publishing House, 2017).

## Honneurs
Il était citoyen d'honneur de Krasne, dans la région de Zygmunt Krasinski en Pologne.
Il était lauréat de plusieurs prix, dont :
- Prix de la poésie critique de l'automne, Association des écrivains polonais, 2004.
- Prix Journées mondiales de la poésie de l'UNESCO en 2006 et 2016 pour l'ensemble des œuvres poétiques et littéraires.
- Grand prix du jury et Grand prix du public du “Marathon de la poésie” lors du 5ème Festival de la poésie des pays voisin, Rzeszow Pologne 2008.
- Deux "Grands lauriers" pour œuvres de poésie et de traduction au Festival international de la littérature de Galicja, Pologne 2009 et 2011.
- Plaque commémorative "Pour la littérature et des arts vietnamiens", Vietnam Union of Literature and Arts Associations, 2010.
- Prix Clement Janicki pour Ensemble des œuvres et des contributions à la culture européenne, 2013.
- Médaille ministériel pour la contribution à la culture polonais, 2013.
- Médaille "Expectance" (SPES) de la Fondation polonaise pour l'avancement socio-culturel, 2016.